# Rossön
Rossön – miejscowość (tätort) w Szwecji, w regionie administracyjnym (län) Jämtland, w gminie Strömsund.
Według danych Szwedzkiego Urzędu Statystycznego liczba ludności wyniosła: 344 (31 grudnia 2015), 337 (31 grudnia 2018) i 329 (31 grudnia 2019).